# 台9線

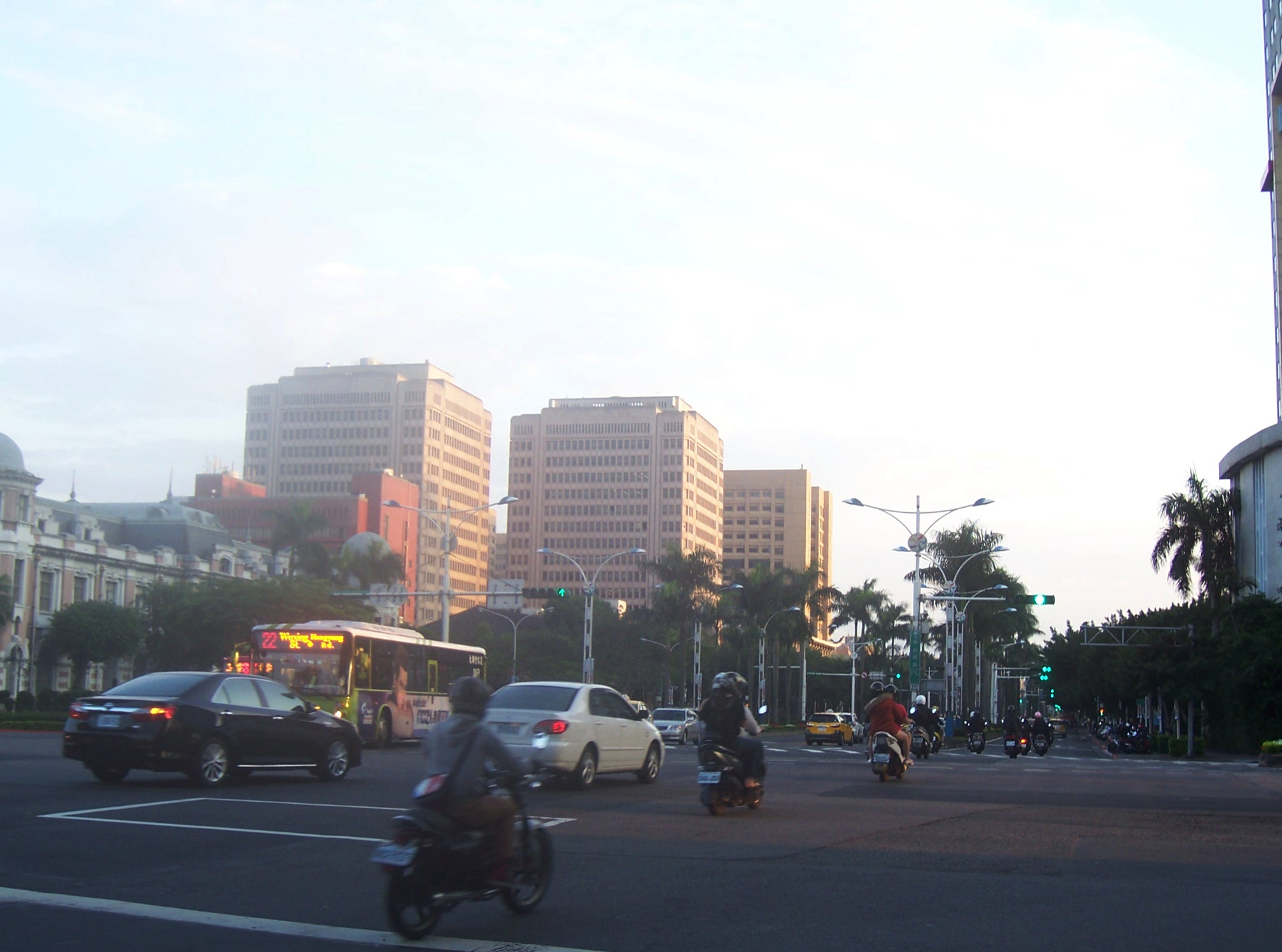
監察院付近の台9線起点

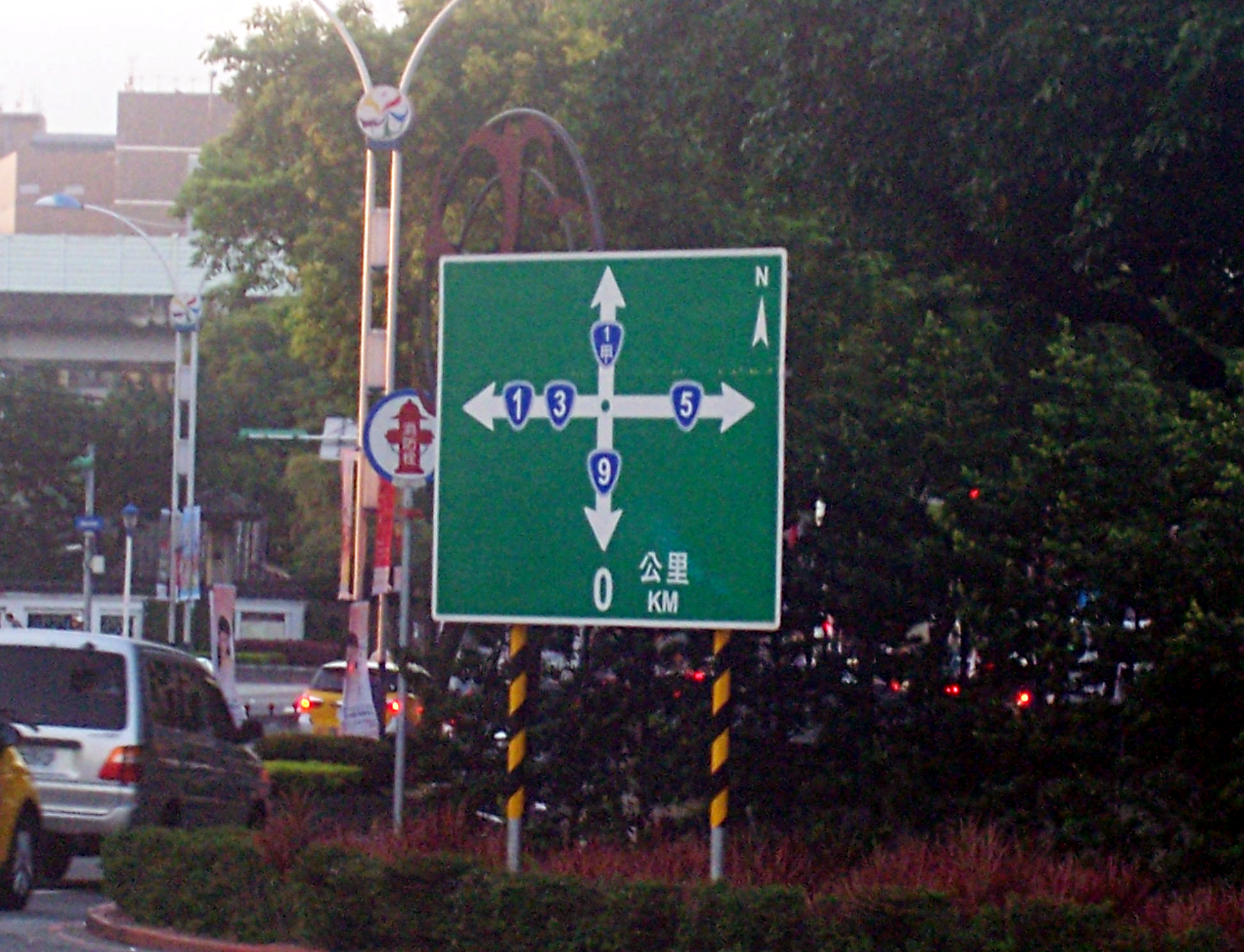
起点看板

台9線（たいきゅうせん、繁体字台湾語: 臺9線/台9線）は、台北市から屏東県に至る台湾省道である。東海岸を縦貫する台湾で第2の重要な道路であり、西海岸側を縦貫する台1線とともに台湾本島の環状路線を形成している。東部幹線とも称される。
台9甲、乙、丙、丁、戊線の合計5支線がある。

## 概要
台1線と台3線（忠孝西路）台1甲線（中山北路）や台5線（忠孝西路）の起点でもある行政院庁舎前の台湾公路原点を起点に台北市内を南下、市内では中山南路、第32代アメリカ合衆国大統領フランクリン・ルーズベルトの名を冠した羅斯福路という道路名が付与されており、宜蘭県頭城鎮二城までは北宜公路と言われている。
また、宜蘭県蘇澳鎮白米橋から花蓮県花蓮市に至る区間は蘇花公路、花蓮市から台東県台東市馬蘭里に至る区間は花東縦谷を貫く花東公路、そこから屏東県枋山郷楓港に至る区間は南迴公路という別名がある。終点の屏東県枋山郷で台1線と再合流し、台26線と接続する。大部分が台湾本島を一周する自転車道「環島1号線」に組み込まれており、山間部の蘇花公路や南迴公路以外では二輪車レーンも充分に確保された広い道でサイクリングが可能。

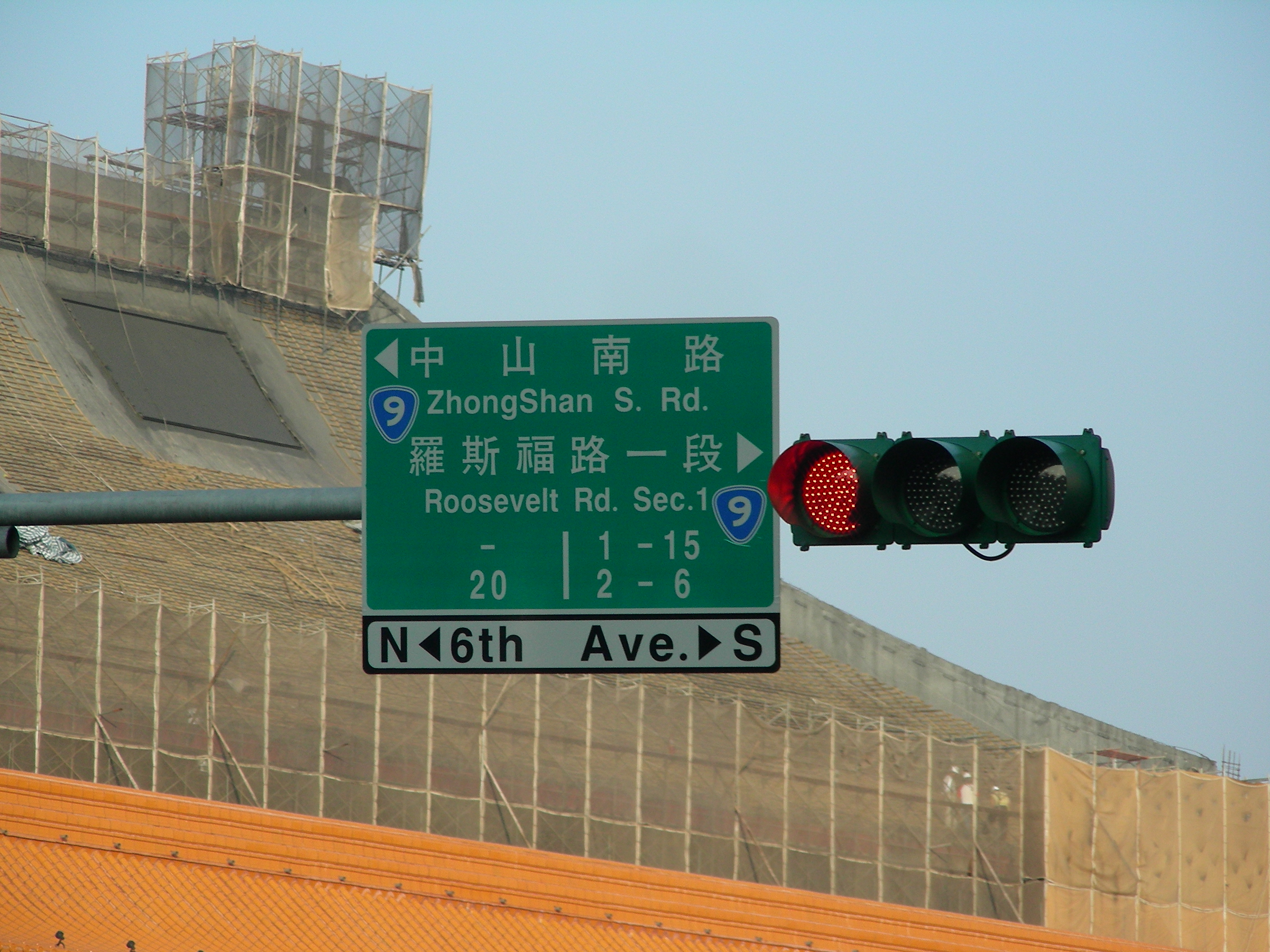
台北市の中山南路と羅斯福路交差点にある標識。両方とも台9線に属する。背景の建築物は国家戲劇院

## 歴史
| 年 | 月日 | 事跡 |
| -- | ---- | ---- |

## 通過する自治体

### 北宜公路
台北市（中山南路、羅斯福路）
- 中正区 - 大安区 - 文山区

新北市
- 新店区 - 石碇区 - 坪林区

宜蘭県
- 頭城鎮 - 礁渓郷 - 宜蘭市

### 蘭陽平原
- 宜蘭市 - 五結郷 - 羅東鎮 - 冬山郷 - 蘇澳鎮

### 蘇花公路

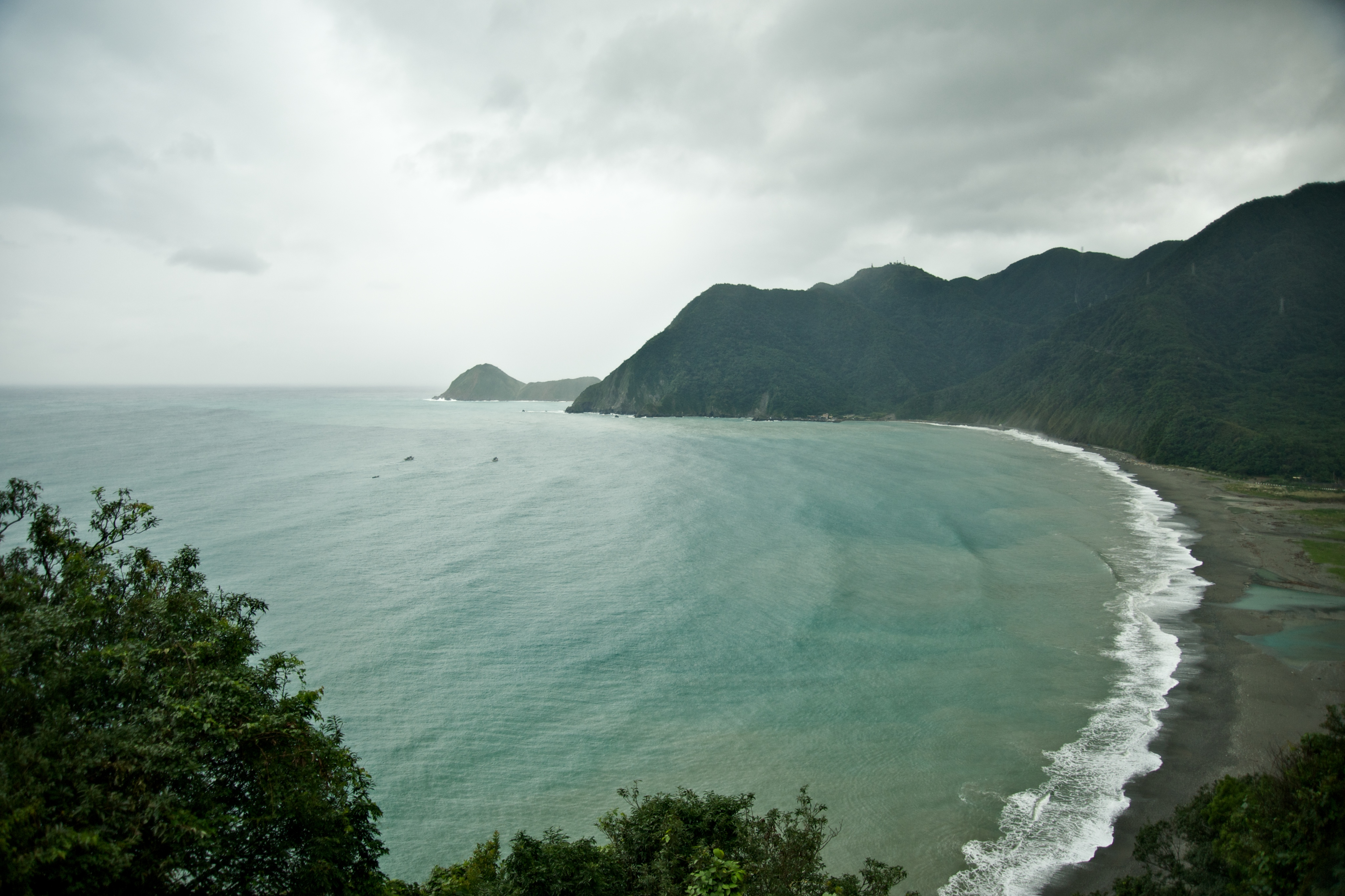
東澳湾と烏石鼻
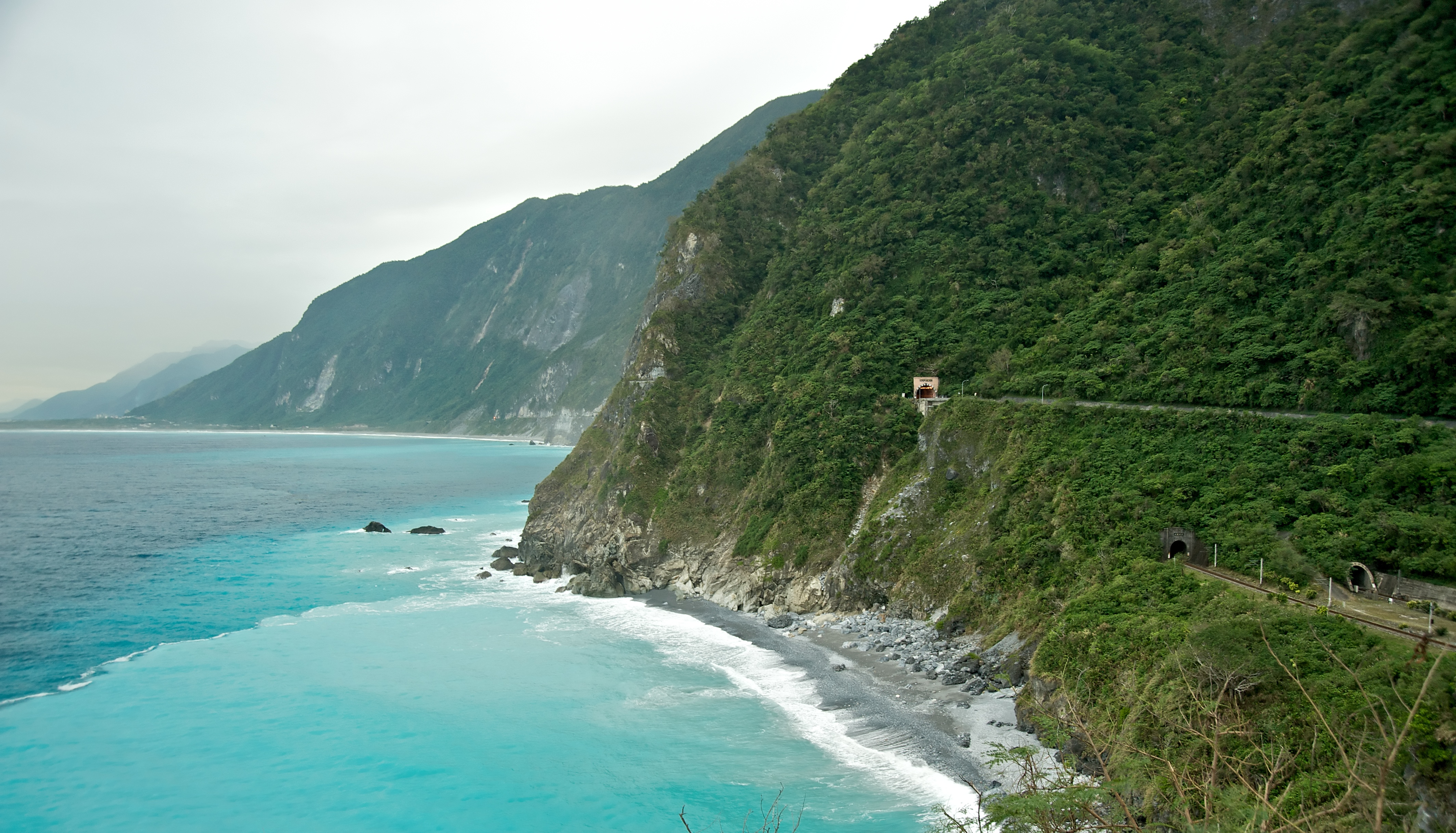
清水断崖

宜蘭県
- 蘇澳鎮 - 南澳郷

花蓮県
- 秀林郷 - 新城郷 - 花蓮市

現在交通部公路総局が蘇花公路改善計画を進行中。

### 花東公路

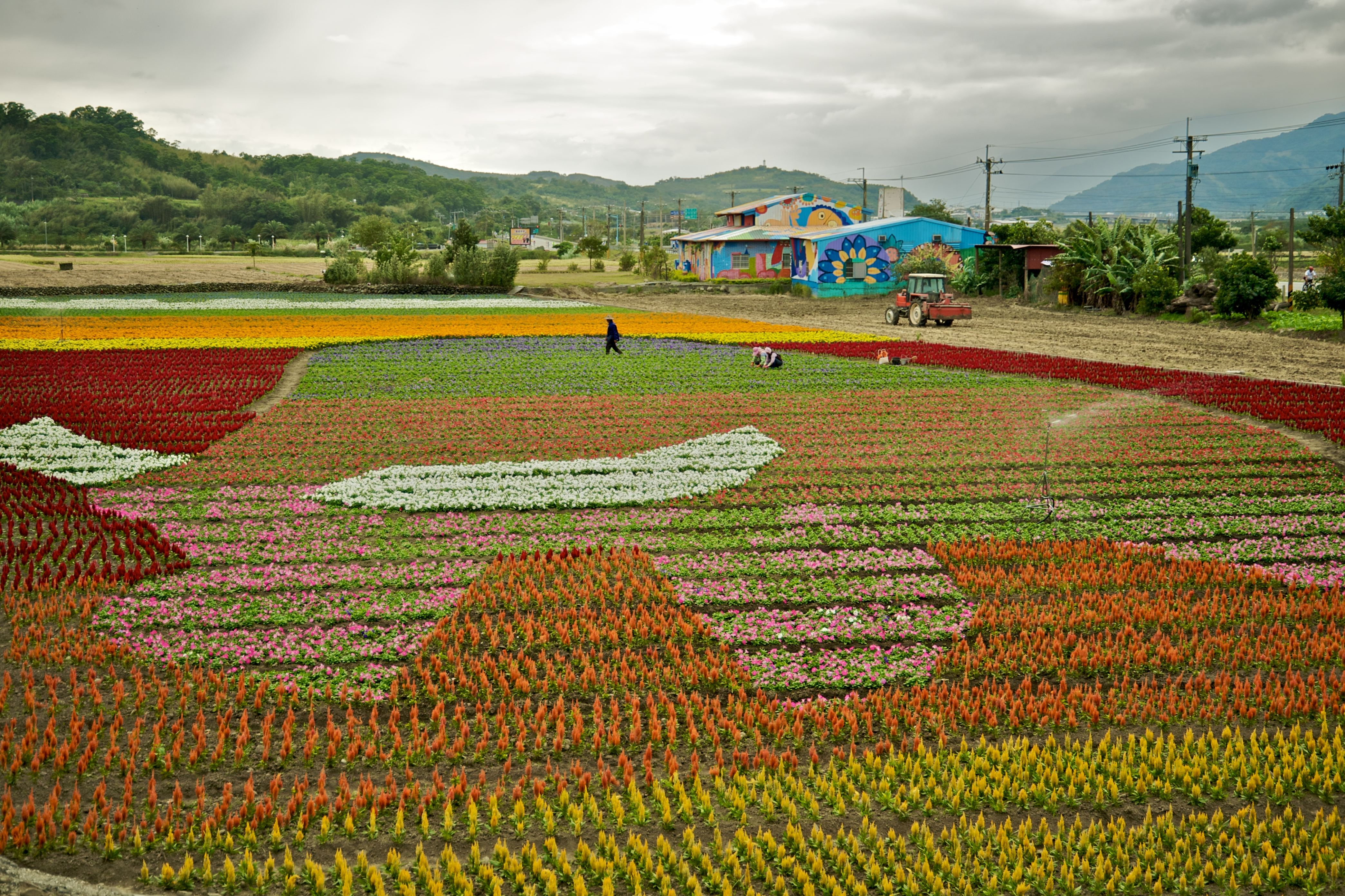
沿道（富里郷）
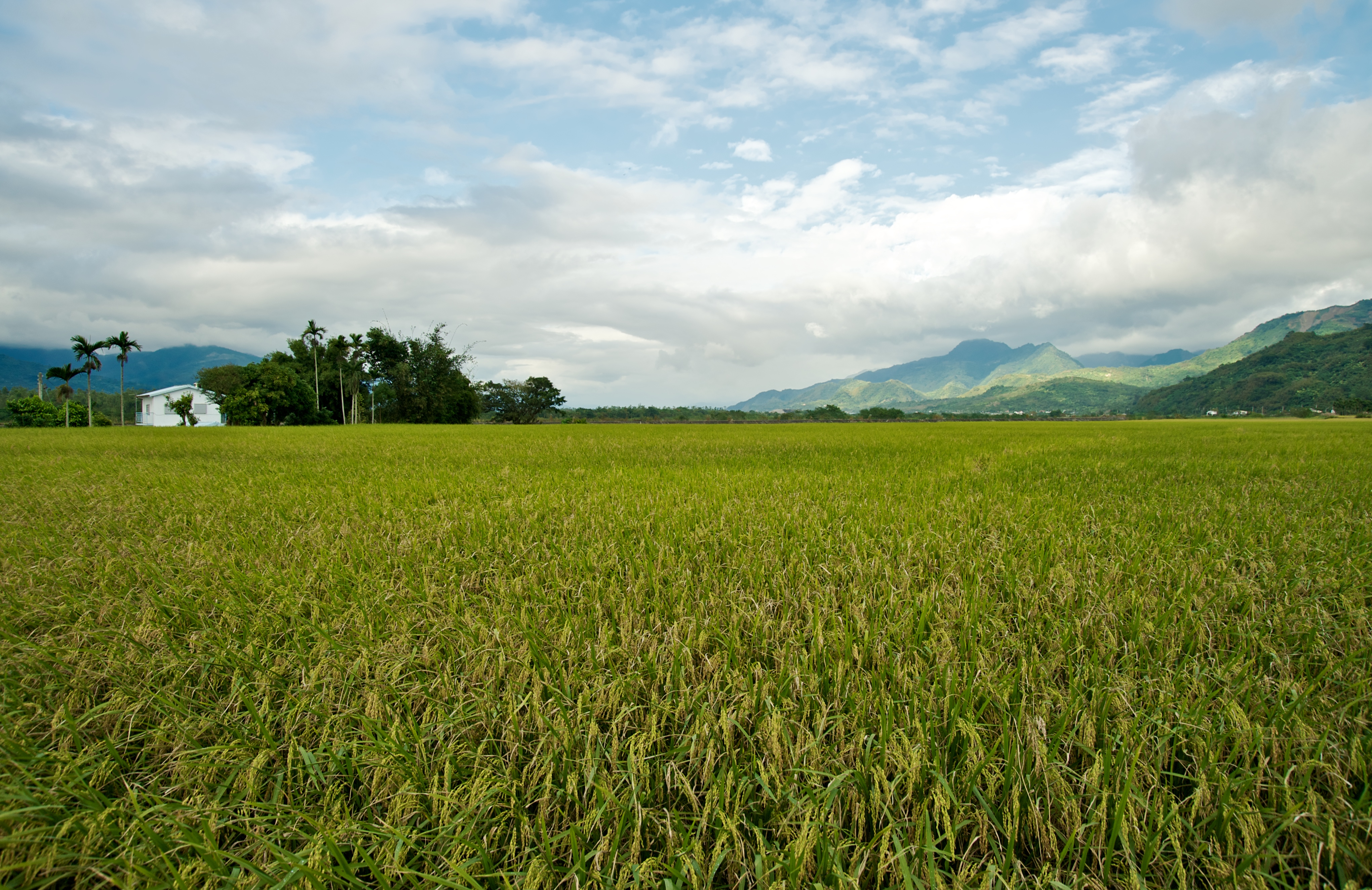
公路沿いの水田（瑞穂郷）

花蓮県
- 花蓮市 - 吉安郷 - 寿豊郷 - 鳳林鎮 - 光復郷 - 瑞穂郷 - 玉里鎮 - 富里郷

台東県
- 池上郷 - 関山鎮 - 鹿野郷 - 延平郷 - 卑南郷 - 台東市

### 南迴公路

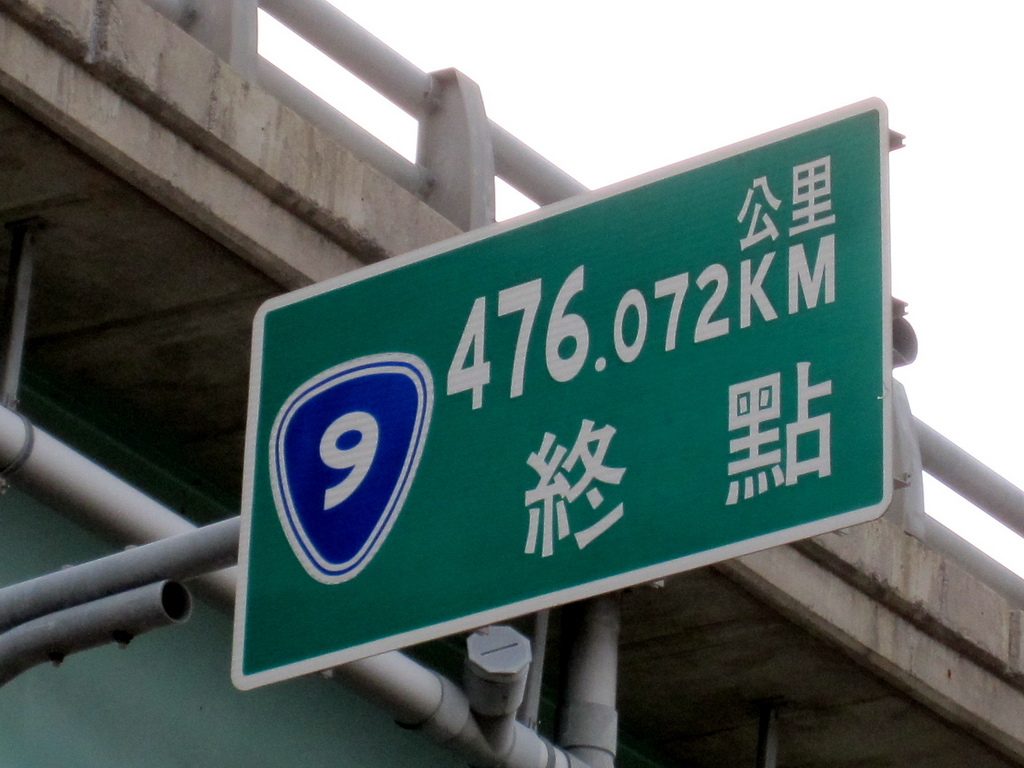
屏東県枋山郷楓港の旧終點標識
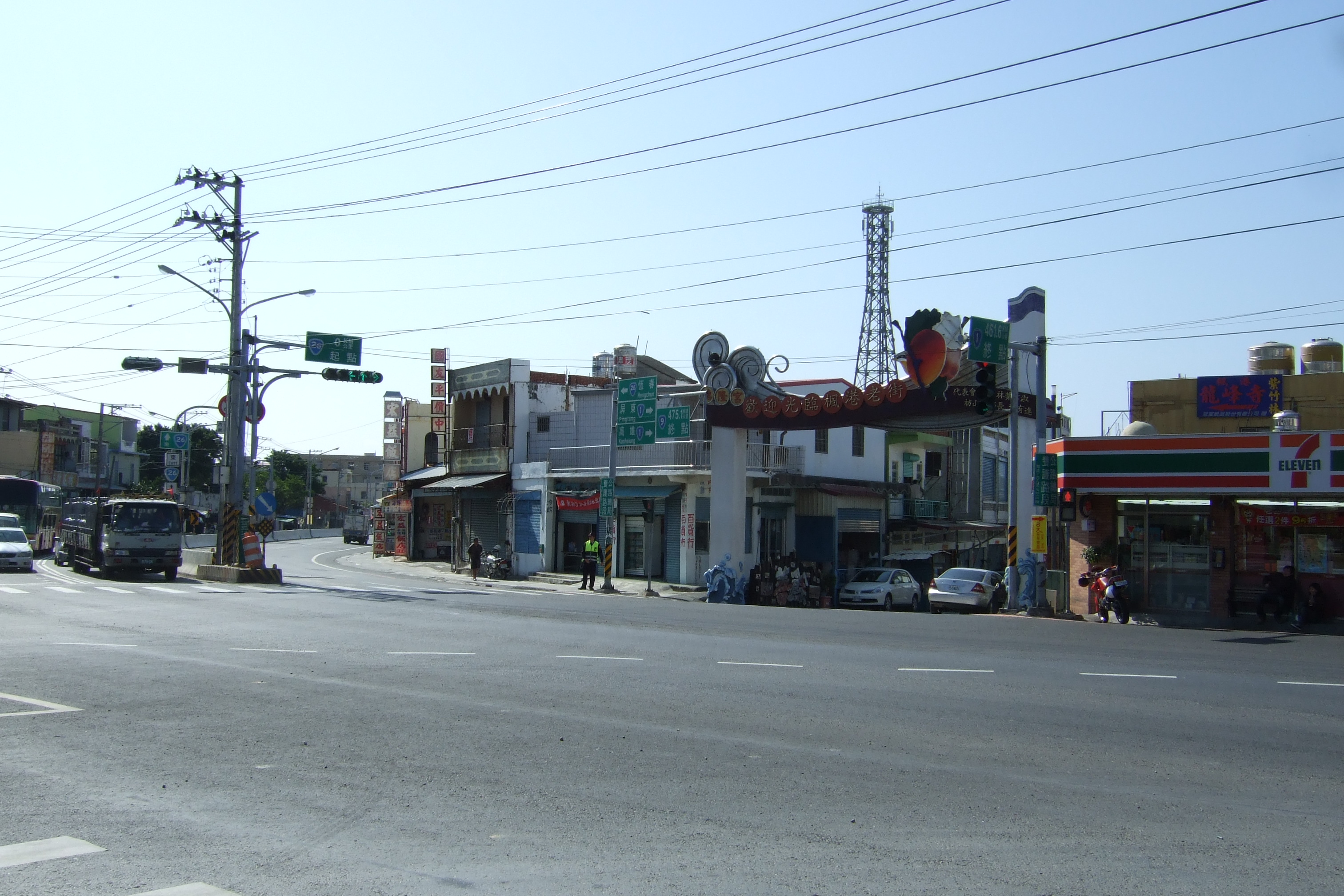
現在の終点標識。台1線終点と台26線起点を兼ねている

台東県
- 台東市 -  太麻里郷 - 大武郷 - 達仁郷

屏東県
- 獅子郷 - 枋山郷

公路総局が南迴公路改善計画を進行中。

## 支線

### 甲線
台9甲線は新北市新店区青潭と烏来区孝義を結ぶ未開通の支線。新北橫公路という仮称で新店区青潭から宜蘭県宜蘭市街を結ぶ計画の一部だったが、宜蘭県内は台7丁線と重複するため新北市内19.964kmのみの通称「新烏公路」に改められて計画が進行中。

### 乙線
台9乙線は台東県卑南郷賓朗村太平から南は台東市豊田郷を結ぶ全長3.407kmの支線。本線が市街地を『つ』の字に大きく遠回りしているために設けられたバイパス

### 丙線
台9丙線は花蓮県花蓮市から吉安郷、秀林郷を経て寿豊郷に至る全長22.803kmの支線。鯉魚潭の畔を通る。以前はここが本線だったが吉安郷と寿豊郷間の直線化と木瓜渓に架かる橋を新設したことで旧線部分が支線に格下げされたことでできた。

### 丁線
台9丁線は宜蘭県蘇澳鎮から南澳郷を経て花蓮県秀林郷大清水に至る全長69.074kmの支線。蘇花公路改善計画で新線開通後に現在のルートが支線に格下げされる。

### 戊線
台9戊線は台東県達仁郷安朔村と屏東県獅子郷草埔村を結ぶ寿峠区間を含む全長16.151kmの支線。現台9線南迴公路の改良事業で新線開通後に支線に格下げされた。

## 接続する道路
北宜高速公路
- 坪林IC（中国語版）
- 頭城IC（中国語版）
- 蘇澳IC（中国語版）